# J&T Banka Ostrava Open 2021 - Qualificazioni singolare
Le qualificazioni del singolare del J&T Banka Ostrava 2021 sono state un torneo di tennis preliminare per accedere alla fase finale della manifestazione disputate dal 18 al 19 settembre 2021. Le vincitrici dell'ultimo turno sono entrate di diritto nel tabellone principale. In caso di ritiro di una o più giocatrici aventi diritto a queste sono subentrate le lucky loser, ossia le giocatrici che hanno perso nell'ultimo turno ma che avevano una classifica più alta rispetto alle altre partecipanti che avevano comunque perso nel turno finale.

## Teste di serie
1. Ekaterina Aleksandrova (ultimo turno, ritirata)
2. Magda Linette (qualificata)
3. Varvara Gračëva (ultimo turno, Lucky loser)
4. Rebecca Peterson (primo turno)
5. Ana Konjuh (qualificata)
6. Fiona Ferro (qualificata)

1. Anastasija Potapova (qualificata)
2. Bernarda Pera (ultimo turno)
3. Océane Dodin (qualificata)
4. Anna Blinkova (ultimo turno, Lucky loser)
5. Misaki Doi (primo turno)
6. Astra Sharma (ultimo turno)

## Qualificate
1. Anastasija Potapova
2. Magda Linette
3. Océane Dodin

1. Anastasija Zacharova
2. Ana Konjuh
3. Fiona Ferro

### Lucky Loser
1. Anna Blinkova

1. Varvara Gračëva

## Tabellone

### Legenda
| - Q = Qualificato - WC = Wild card - LL = Lucky loser | - ALT = Alternate - SE = Special Exempt - PR = Protected Ranking | - w/o = Walkover - r = Ritirato - d = Squalificato |

### Sezione 1
|  | Primo turno | Primo turno            | Primo turno            | Primo turno | Primo turno |  |  | Ultimo turno | Ultimo turno           | Ultimo turno           | Ultimo turno | Ultimo turno |  |
|  |             |                        |                        |             |             |  |  |              |                        |                        |              |              |  |
|  | 1           | Ekaterina Aleksandrova | Ekaterina Aleksandrova | 6           | 6           |  |  |              |                        |                        |              |              |  |
|  | WC          | Julia Lohoff           | Julia Lohoff           | 0           | 4           |  |  | 1            | Ekaterina Aleksandrova | Ekaterina Aleksandrova | 5            | 1r           |  |
|  |             | Stefanie Vögele        | 6                      | 2           | 2           |  |  | 7            | Anastasija Potapova    | Anastasija Potapova    | 7            | 3            |  |
|  | 7           | Anastasija Potapova    | 3                      | 6           | 6           |  |  |              |                        |                        |              |              |  |

### Sezione 2
|  | Primo turno | Primo turno    | Primo turno    | Primo turno | Primo turno |  |  | Ultimo turno | Ultimo turno   | Ultimo turno   | Ultimo turno | Ultimo turno |  |
|  |             |                |                |             |             |  |  |              |                |                |              |              |  |
|  | 2           | Magda Linette  | Magda Linette  | 6           | 6           |  |  |              |                |                |              |              |  |
|  |             | Rutuja Bhosale | Rutuja Bhosale | 0           | 1           |  |  | 2            | Magda Linette  | Magda Linette  | 6            | 6            |  |
|  |             | Katarzyna Kawa | Katarzyna Kawa | 6           | 6           |  |  |              | Katarzyna Kawa | Katarzyna Kawa | 1            | 2            |  |
|  | 11          | Misaki Doi     | Misaki Doi     | 2           | 4           |  |  |              |                |                |              |              |  |

### Sezione 3
|  | Primo turno | Primo turno        | Primo turno        | Primo turno | Primo turno |  |  | Ultimo turno | Ultimo turno    | Ultimo turno | Ultimo turno | Ultimo turno |  |
|  |             |                    |                    |             |             |  |  |              |                 |              |              |              |  |
|  | 3           | Varvara Gračëva    | Varvara Gračëva    | 7           | 6           |  |  |              |                 |              |              |              |  |
|  |             | Anna Danilina      | Anna Danilina      | 63          | 4           |  |  | 3            | Varvara Gračëva | 7            | 1            | 4            |  |
|  |             | Anna-Lena Friedsam | Anna-Lena Friedsam | 63          | 65          |  |  | 9            | Océane Dodin    | 64           | 6            | 6            |  |
|  | 9           | Océane Dodin       | Océane Dodin       | 7           | 7           |  |  |              |                 |              |              |              |  |

### Sezione 4
|  | Primo turno | Primo turno          | Primo turno   | Primo turno | Primo turno |  |  | Ultimo turno | Ultimo turno         | Ultimo turno         | Ultimo turno | Ultimo turno |  |
|  |             |                      |               |             |             |  |  |              |                      |                      |              |              |  |
|  | 4           | Rebecca Peterson     | 67            | 6           | 2           |  |  |              |                      |                      |              |              |  |
|  |             | Anastasija Zacharova | 79            | 2           | 6           |  |  |              | Anastasija Zacharova | Anastasija Zacharova | 6            | 6            |  |
|  | WC          | Antonia Ružić        | Antonia Ružić | 4           | 1           |  |  | 12           | Astra Sharma         | Astra Sharma         | 4            | 3            |  |
|  | 12          | Astra Sharma         | Astra Sharma  | 6           | 6           |  |  |              |                      |                      |              |              |  |

### Sezione 5
|  | Primo turno | Primo turno      | Primo turno      | Primo turno | Primo turno |  |  | Ultimo turno | Ultimo turno  | Ultimo turno  | Ultimo turno | Ultimo turno |  |
|  |             |                  |                  |             |             |  |  |              |               |               |              |              |  |
|  | 5           | Ana Konjuh       | Ana Konjuh       | 6           | 6           |  |  |              |               |               |              |              |  |
|  | WC          | Radka Zelníčková | Radka Zelníčková | 4           | 1           |  |  | 5            | Ana Konjuh    | Ana Konjuh    | 7            | 6            |  |
|  |             | Katarzyna Piter  | Katarzyna Piter  | 0           | 1           |  |  | 8            | Bernarda Pera | Bernarda Pera | 64           | 3            |  |
|  | 8           | Bernarda Pera    | Bernarda Pera    | 6           | 6           |  |  |              |               |               |              |              |  |

### Sezione 6
|  | Primo turno | Primo turno          | Primo turno          | Primo turno | Primo turno |  |  | Ultimo turno | Ultimo turno  | Ultimo turno  | Ultimo turno | Ultimo turno |  |
|  |             |                      |                      |             |             |  |  |              |               |               |              |              |  |
|  | 6           | Fiona Ferro          | 3                    | 7           | 6           |  |  |              |               |               |              |              |  |
|  | WC          | Oksana Kalašnikova   | 6                    | 63          | 1           |  |  | 6            | Fiona Ferro   | Fiona Ferro   | 6            | 6            |  |
|  | WC          | Rosalie van der Hoek | Rosalie van der Hoek | 0           | 2           |  |  | 10           | Anna Blinkova | Anna Blinkova | 1            | 1            |  |
|  | 10          | Anna Blinkova        | Anna Blinkova        | 6           | 6           |  |  |              |               |               |              |              |  |